# Glava Glasbruk

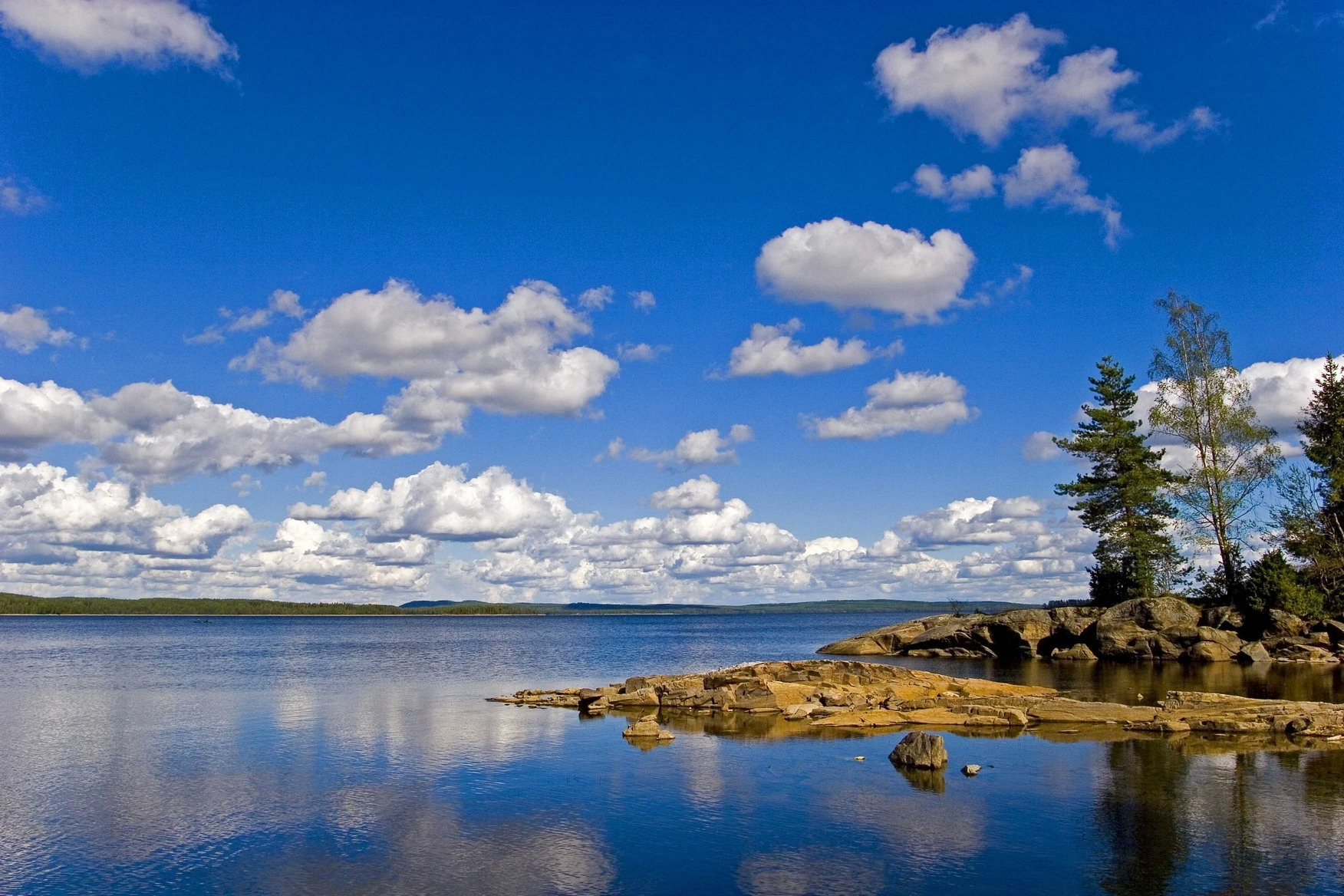
Die Glashütte lag am Ufer des Stora Gla

Glava Glasbruk war eine Glashütte in Schweden. Sie lag am See Stora Gla bei Arvika in Värmland, wurde von 1857 bis 1939 betrieben und war zur Jahrhundertwende des 20. Jahrhunderts die größte schwedische Glashütte für Fensterglas.

## Geschichte
Am Stora Gla gab es bereits in den 1800er Jahren Industrieansiedlungen. Der Lenungshammar nutzte eine Fallhöhe von 19 Metern bei den dortigen Stromschnellen zwischen Övre und Stora Gla. Das große Waldgebiet Halvardsnäs wurde 1857 von den Brüdern Anders und Petter Olsson und Johan Kjellman erworben, um eine Glasfabrik am Stora Gla zu bauen. Die Wälder rund um den See bildeten die Energiereserve für die Glasöfen.
Am 1. August 1856 wurde in Glava Glasbruk das erste Mal Glas hergestellt. Der Handwerksbetrieb begann seine Produktion unter anderem von mundgeblasenem Fensterglas mit 42 Mitarbeitern. Bald siedelten sich eine Getreidemühle und eine Ziegelei in der Industrieanlage an. Im September 1872 brannte die Glashütte nieder. Mit einem neuen Brennofen, der mit Gas statt mit Holz beheizt wurde, begann erneut die Produktion, wobei sich die Firma ganz auf die Herstellung von Fensterglas spezialisierte. Soda wurde dazu aus England angeliefert, Kalksteine kamen aus Gotland und der notwendige Sand wurde aus dem nahe liegenden See gewonnen. Diese Materialien wurden auf dem Wasserweg über Vänern, Byälven und Glafsfjorden angeliefert.
1873 wurde aus dem Handwerksbetrieb eine Aktiengesellschaft, die Glava Glasbruket AB. Die Gesellschaft renovierte die Bausubstanz der Glashütte und des Sägewerks. Dazu wurde ein neuer Gasgenerator beschafft. Im Herbst 1876 wurden als größte Fenstergläser Platten mit 1,65 × 0,54 Meter gefertigt. Das Werk galt damals als die modernste Glasfertigung in Schweden.
Zwischen 1878 und 1879 wurde die Produktion trotz Rezession komplett verändert. Ein neuer Schmelzofen aus eigener Konstruktion brachte gute Ergebnissen. 1885 wurde von der eigens gegründeten Abteilung Glava Glasbruks järnvägsbygge die Bahnstrecke Glava Glasbruk–Glava von der Getreidemühle bis zum Hafen von Bergsviken am Glafsfjorden errichtet. Dies bedeutete eine große Vereinfachung des Transportweges, da der Höhenunterschied zwischen Glafsfjorden und Stora Gla auf neun Kilometer Streckenlänge 96 Meter betrug. Damit konnte auf Fuhrwerke mit Pferden verzichtet werden. Diese Eisenbahn bestand bis 1938.
In den 1890er Jahren wurde eine Schmelzwanne gebaut, in der 350 Tonnen Glasmasse flüssig gehalten werden konnte. Statistische Daten aus dem Jahre 1899 geben über die Firma Auskunft: Unter Geschäftsführer Emil Larsson belief sich der Nettogewinn auf 51.000 Kronen, an Rohstoffen wie Sand, Kalk und Sulfat wurden 3258 Tonnen verbraucht. Daraus wurden von 225 Mitarbeitern 2503 Tonnen Glas im Wert von 575.000 Kronen hergestellt.
Im Jahre 1911 wurde die Glashütte erneut durch Feuer zerstört. Diesem Brand folgte die Errichtung eines noch größeren Neubaukomplexes aus Backstein mit Schieferdächern. Dazu wurde ein neues Gaswerk mit fünf Generatoren gebaut. 1,5 Millionen m2 Glas wurden jetzt jährlich in drei Schichten mit je 80 Arbeitern produziert, dies bedeutete 38 Prozent der schwedischen Produktion an Fensterglas.
Eine erneute Rezession durchlief die Firma 1921. Sie konnte nur durch die Übernahme durch Svenska Fönsterglaskoncernen vor der Insolvenz gerettet werden. Ab 1927 stellte mit der Beschaffung einer neuen Glasziehmaschine auf maschinelles Glasziehen um.
Am 28. März 1939 begann ein langwieriger Arbeitskampf. Dieser dauerte so lange, dass der weitere Betrieb der Glashütte nicht mehr profitabel war. Das Sägewerk und die Olsfors-Mühle war zu diesem Zeitpunkt ebenfalls nicht in Betrieb. Daher wurde das gesamte Industriegelände einschließlich der zugehörigen Wälder wie viele andere ehemalige Mühlen im westlichen Värmland an Billerud AB – einen heute noch existierenden Papierhersteller – verkauft.
In den teilweise heute noch vorhandenen Gebäuden ist ein Museum über die Geschichte der Glashütte untergebracht.